# Роазио
Роазио (итал. Roasio) — коммуна в Италии, располагается в регионе Пьемонт, в провинции Верчелли.
Население составляет 2474 человека (2008 г.), плотность населения составляет 88 чел./км². Занимает площадь 28 км². Почтовый индекс — 13060. Телефонный код — 0163.
Покровителем коммуны почитается святой Маврикий, празднование 22 сентября.

## Демография
Динамика населения:

## Администрация коммуны
- Официальный сайт: http://www.comune.roasio.vc.it/